# Leny Yoro
Leny Olivier Yoro (sinh ngày 13 tháng 11 năm 2005) là một cầu thủ bóng đá chuyên nghiệp người Pháp hiện đang thi đấu ở vị trí trung vệ cho câu lạc bộ Premier League Manchester United.
Yoro được đào tạo ở học viện đào tạo trẻ của Lille từ năm 12 tuổi và được tuyển lên đội một chính thức từ năm cuối mùa giải 2021-2022, là một trong những cầu thủ trẻ nhất của câu lạc bộ đào tạo được đôn lên đội một. Sau một mùa giải đầu tiên được sử dụng chủ yếu là dự bị, Yoro đã có mùa giải đột phá ở năm thứ hai khi chiếm vị trí đá chính ở mùa giải 2022-2023.
Yoro cũng đại diện bóng đá Pháp ở các đội tuyển bóng đá trẻ U-17, U-19 và U-21 Pháp. Anh cũng được triệu tập vào đội tuyển U-23 Pháp chuẩn bị thi đấu cho Thế vận hội Mùa hè 2024.

## Đời tư
Leny Yoro sinh ngày 13 tháng 11 năm 2005 ở Saint-Maurice, Val-de-Marne trong một gia đình có gốc gác Bờ Biển Ngà. Yoro sống những năm đầu đời ở Alfortville cùng gia đình và bắt đầu chơi bóng đá ở đây. Gia đình Yoro sau đó chuyển đến Lille và anh đã gia nhập học viện đào tạo của Lille vào năm 2017.

## Sự nghiệp câu lạc bộ

### Lille
Yoro bắt đầu ra mắt đội một Lille (thi đấu ở Ligue 1) sau khi ký hợp đồng chuyên nghiệp đầu tiên với câu lạc bộ vào ngày 10 tháng 1 năm 2022. Ngày 14 tháng 5 năm 2022, anh có trận đấu gia mắt đội một trong chiến thắng 3-1 trước Nice ở Ligue 1 và trở thành cầu thủ trẻ thứ hai trong lịch sử của Lille ra sân ở Ligue 1 (16 tuổi, 6 tháng và 1 ngày). Tháng 8 năm 2022, Yoro gia hạn hợp đồng với Lille cho tới năm 2025.
Mùa giải 2022-2023 ghi nhận sự tiến bộ nhanh chóng của Yoro khi chiếm một vị trí chính thức trong đội hình thi đấu của Lille với 13 trận đấu ở Ligue 1. Yoro đạt sự tiến bộ vượt bậc trong mùa giải sau đó, 2023-2024 với việc trở thành một cầu thủ chính xuất phát trong đội hình Lille, xuất phát 32 trong tổng số 34 trận của Lille ở Ligue 1 2023–24. Anh là cầu thủ người Pháp thi đấu nhiều thứ hai của giải với tổng số 3690 phút thi đấu khi mới chỉ 18 tuổi, và ghi bán thắng đầu tiên cho Lille ngày 24 tháng 8 năm 2023 trong trận đấu ở UEFA Conference League.
Với một mùa bóng xuất sắc, Leny Yoro được lọt vào danh sách bình chọn Cầu thủ trẻ xuất sắc của năm của Ligue 1 mùa bóng 2023-2024, và lọt vào đội hình tiêu biểu của mùa giải.

#### 2022-2023
– Paulo Fonseca về những bước đầu của Yoro
Yoro ra mắt với đội dự bị Lille vào năm 2022, và nhanh chóng ký hợp đồng chuyên nghiệp đầu tiên với câu lạc bộ vào ngày 10 tháng 1 năm 2022. Yoro có trận ra mắt chuyên nghiệp với Lille trong chiến thắng 3–1 tại Ligue 1 trước Nice vào ngày 14 tháng 5 năm 2022 trong trận đấu trước trận cuối cùng của mùa giải. Ở tuổi 16 năm sáu tháng và một ngày, Yoro là cầu thủ trẻ thứ hai của Lille, đứng sau Joël Depraeter-Henry và chiếm vị trí thứ hai từ Eden Hazard. Vào đầu tháng 8, anh gia hạn hợp đồng với câu lạc bộ đến tháng 6 năm 2025.
Mùa giải tiếp theo, Yoro trở thành thành viên chính thức của đội một và được gọi lên chơi ở Ligue 1 mùa giải 2022-23. Yoro chọn số 15 làm số áo đấu chuyên nghiệp đầu tiên của mình. Vào ngày 17 tháng 9, anh đã thi đấu trận đầu tiên trong đội hình xuất phát trong chiến thắng 2–1 tại sân nhà trước Toulouse. Huấn luyện viên lúc đó của anh, Paulo Fonseca, đã phát biểu: "Leny xứng đáng với vị trí đá chính này, dựa trên cách cậu ấy làm việc với đội. Cậu ấy xứng đáng có một cơ hội. Cậu ấy đã có một trận đấu tốt. [...] Với tuổi 16, cậu ấy đã có một màn trình diễn vững chắc, với nhiều cá tính." Đứng thứ tư trong hàng hậu vệ trung tâm sau các cầu thủ kỳ cựu và đội trưởng José Fonte, Tiago Djaló và Alexsandro, anh kết thúc mùa giải với 13 lần ra sân ở Ligue 1, trong đó có 8 lần đá chính, và tổng cộng hơn 750 phút thi đấu.

#### 2023–24: Bước đột phá và những trận đấu đầu tiên

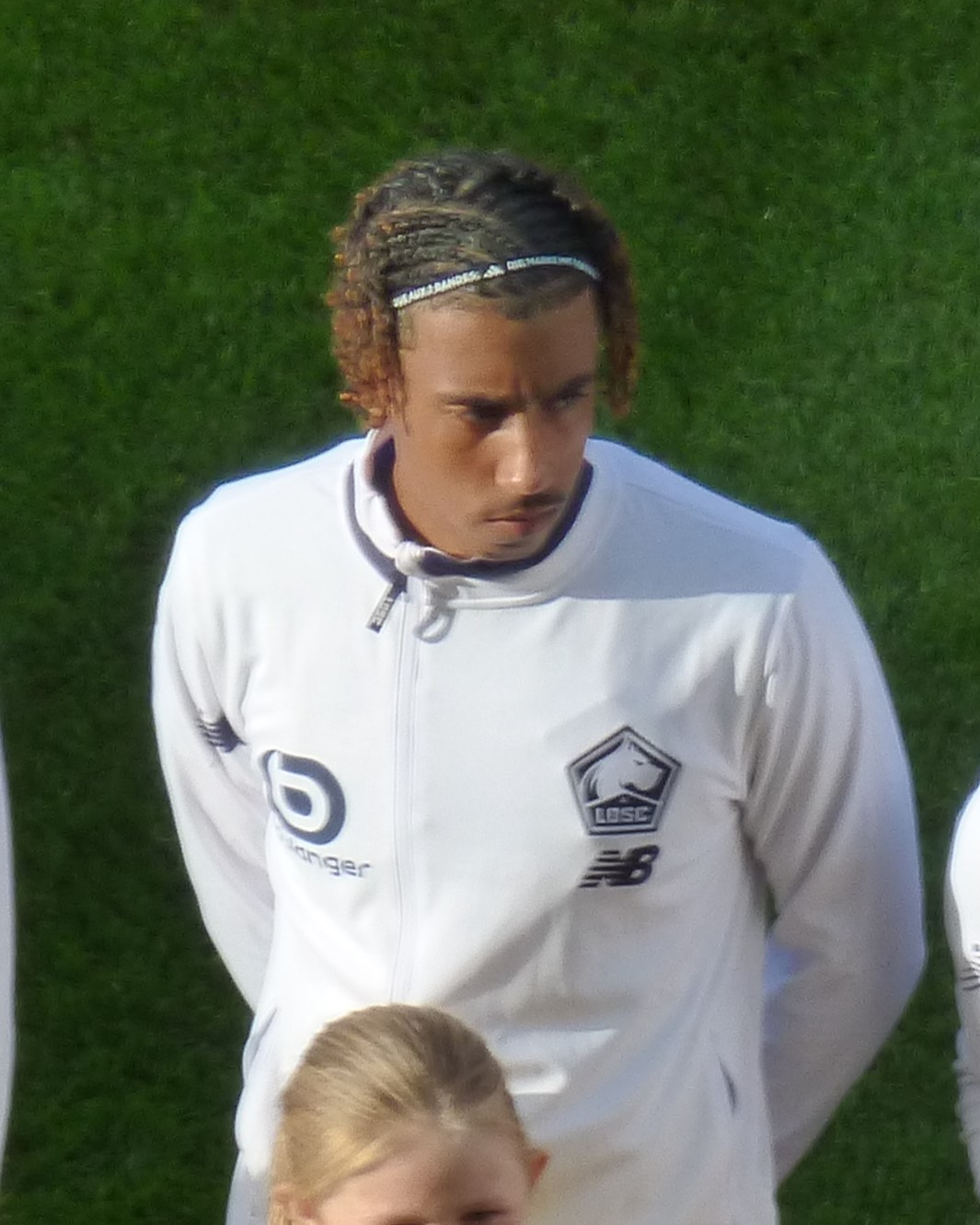
Yoro với Lille năm 2023

Trong mùa giải chuyên nghiệp thứ hai của mình, Yoro đã trở thành cầu thủ đá chính thường xuyên ở vị trí trung vệ phải và đã thi đấu 32 trận trong số 34 trận đấu tại Ligue 1. Anh là cầu thủ người Pháp được sử dụng nhiều thứ hai với tổng cộng 3690 phút thi đấu trên mọi đấu trường khi chỉ mới 18 tuổi. Vào ngày 24 tháng 8 năm 2023, Yoro đã ghi bàn thắng đầu tiên tại câu lạc bộ trong chiến thắng 2–1 trước Rijeka, ở lượt đi vòng loại 2023–24 Conference League. Một tháng sau, anh ghi bàn thắng đầu tiên ở Ligue 1 cho Lille bằng một cú volley từ đường chuyền trong trận hòa 2–2 trên sân khách trước Rennes. Anh ghi bàn thắng đầu tiên trước các cổ động viên của mình tại Stade Pierre-Mauroy bằng một cú đánh đầu vào ngày 12 tháng 11 năm 2023 trong trận hòa 1–1 trước Toulouse FC. Vào tháng 4 năm 2024, anh đã bắt đầu và thi đấu mọi phút trong hai lượt trận tứ kết UEFA Europa Conference League chống lại Aston Villa, trong đó Lille suýt nữa đã vào bán kết nhưng đã thua trên chấm phạt đền. Kết thúc mùa giải với đội ở vị trí thứ 4, anh đã góp phần vào mùa giải trong nước thành công và sự đủ điều kiện tham dự châu Âu mới của Mastiffs, dẫn đến việc tham gia Giai đoạn vòng loại và vòng play-off UEFA Champions League 2024–25.

### Manchester United
Ngày 18 tháng 7 năm 2024, Manchester United ra thông báo chính thức chiêu mộ thành công Leny Yoro từ Lille với hợp đồng kéo dài cho tới tháng 6 năm 2029. Giá trị chuyển nhượng của thương vụ này được ước tính khoảng 50 triệu bảng Anh, sau khi United nhanh chóng chốt chuyển nhượng với Lille chỉ trong vài ngày khi trước đó, Yoro được cho là đã đồng ý chuyển tới Real Madrid. Trong mùa giải đầu tiên gia nhập United, Yoro sẽ mang áo đấu số 15, và ngay lập tức tập trung cùng toàn đội chuẩn bị chuyến du đấu giao hữu mùa hè. Yoro đã thi đấu trong hai trân giao hữu mùa hè đầu tiên của United, trước Rangers F.C. và Arsenal, và bị chấn thương nặng trong trận đấu với Arsenal. Manchester United đã ra thông báo ngày 5 tháng 8 năm 2024 cho biết Leny Yoro phải phẫu thuật bàn chân và sẽ nghỉ khoảng 3 tháng trước khi có thể thi đấu trở lại.

## Sự nghiệp quốc tế
Yoro là  cầu thủ đội tuyển trẻ quốc gia Pháp, từng chơi cho tất cả các đội  trẻ Pháp từ U17 Pháp  đến U23 Pháp.
Vào tháng 8 năm 2021, khi mới 15 tuổi, 9 tháng và 8 ngày, Yoro bắt đầu sự nghiệp thi đấu quốc tế bằng việc ra sân cho đội tuyển quốc gia U17 Pháp. Năm sau, anh được triệu tập vào đội tuyển U18 Pháp, thi đấu trận đầu tiên gặp Estonia vào ngày 21 tháng 9 năm 2022 và đã có tổng cộng năm lần ra sân ở cấp độ này. Yoro sau đó thi đấu ở cấp độ U19 khi anh được triệu tập cho vòng loại Giải vô địch châu Âu 2023. Anh ra mắt trận đầu tiên gặp Na Uy vào ngày 25 tháng 3.  Cùng năm đó ,Yoro được Thierry Henry gọi ngay vào đội tuyển U21 Pháp. Anh có lần đầu ra sân vào ngày 7 tháng 9 trong trận thắng 4–1 trên sân nhà trước Đan Mạch khi mới 17 tuổi 9 tháng và 25 ngày. Sau đó, anh thi đấu ba trận trong vòng loại Giải vô địch châu Âu 2025.
Vào ngày 22 tháng 3 năm 2024, Yoro ra mắt ở cấp độ U23 trong một trận giao hữu gặp Bờ Biển Ngà sau Thế vận hội Mùa hè 2024 tại Pháp, đá cùng với các đồng đội ở Lille là Lucas Chevalier và Bafodé Diakité. Vào tháng sau, anh được triệu tập vào danh sách sơ bộ cho giải đấu bóng đá Olympic nhưng cuối cùng đã bị Lille giữ lại do vòng loại UEFA Champions League 2024–25 diễn ra vào tháng 8 trước khi mùa giải Ligue 1 bắt đầu.

## Thống kê sự nghiệp

### Cấp câu lạc bộ
Tính đến Ngày 19 tháng 5 năm 2024
| Câu lạc bô        | Mùa            | Giải quốc nội          | Giải quốc nội | Giải quốc nội | Cúp quốc gia | Cúp quốc gia | Châu lục | Châu lục  | Tổng số | Tổng số   |
| Câu lạc bô        | Mùa            | Giải đấu               | Ra sân        | Bàn thắng     | Ra sân       | Bàn thắng    | Ra sân   | Bàn thắng | Ra sân  | Bàn thắng |
| ----------------- | -------------- | ---------------------- | ------------- | ------------- | ------------ | ------------ | -------- | --------- | ------- | --------- |
| Lille B           | 2021–22        | Championnat National 3 | 9             | 0             | —            | —            | —        | —         | 9       | 0         |
| Lille B           | 2022–23        | Championnat National 3 | 4             | 0             | —            | —            | —        | —         | 4       | 0         |
| Lille B           | Tổng           | Tổng                   | 13            | 0             | —            | —            | —        | —         | 13      | 0         |
| Lille             | 2021–22        | Ligue 1                | 1             | 0             | 0            | 0            | 0        | 0         | 1       | 0         |
| Lille             | 2022–23        | Ligue 1                | 13            | 0             | 2            | 0            | —        | —         | 15      | 0         |
| Lille             | 2023–24        | Ligue 1                | 32            | 2             | 3            | 0            | 9        | 1         | 44      | 3         |
| Lille             | Tổng           | Tổng                   | 46            | 2             | 5            | 0            | 9        | 1         | 60      | 3         |
| Manchester United | 2024–25        | Premier League         | 0             | 0             | 0            | 0            | 0        | 0         | 0       |           |
| Toàn sự nghiệp    | Toàn sự nghiệp | Toàn sự nghiệp         | 59            | 2             | 5            | 0            | 9        | 1         | 73      | 3         |

1. ↑  Appearances in UEFA Europa Conference League

## Giải thưởng

#### Cá nhân
- Đội hình Tiêu biểu Ligue 1 mùa bóng 2023-2024.[12]